# Ivánc
Ivánc là một thị trấn thuộc hạt Vas, Hungary. Thị trấn này có diện tích 17,14 km², dân số năm 2010 là 694 người, mật độ 40 người/km².